# Landbouwkrediet-Colnago (wielerploeg)/2002
Deze pagina geeft een overzicht van de Landbouwkrediet-Colnago-wielerploeg in 2002.

## Algemene gegevens
Sponsor: Landbouwkrediet, Colnago
Algemeen manager: Gérard Bulens
Ploegleiders: Willy Geukens, Jozef De Bilde, Olivano Locatelli, Marco Saligari
Fietsmerk: Colnago

## Renners
| Naam                  | Geboortedatum | Nationaliteit    | Ploeg 2001                     |
| --------------------- | ------------- | ---------------- | ------------------------------ |
| Sergej Advejev        | 24-09-1976    | Oekraïne         | Neo                            |
| Lorenzo Bernucci      | 15-09-1979    | Italië           | Neo                            |
| Volodymyr Bileka      | 06-02-1979    | Oekraïne         | Neo                            |
| Vincent Cali          | 22-04-1970    | Frankrijk        | Collstrop-Palmans              |
| Oscar Cavagnis        | 12-12-1974    | Italië           | Saeco Macchine per Caffé       |
| Nicolas Coudray       | 03-06-1967    | Zwitserland      |                                |
| Bert De Waele         | 21-07-1975    | België           |                                |
| Roeslan Hrysjtsjenko  | 04-02-1981    | Oekraïne         | Neo                            |
| Erik Lievens          | 04-10-1979    | België           | Neo                            |
| Jeff Louder           | 08-12-1977    | Verenigde Staten |                                |
| Claudio Lucchini      | 19-06-1976    | Italië           | Neo                            |
| Sébastien Mattozza    | 11-10-1977    | België           | Ville de Charleroi-New Systems |
| Filip Meirhaeghe      | 05-03-1971    | België           |                                |
| Joeri Metloesjenko    | 04-01-1976    | Oekraïne         | Neo                            |
| Masahiko Mifune       | 08-01-1969    | Japan            |                                |
| Jaroslav Popovytsj    | 04-01-1980    | Oekraïne         | Neo                            |
| Domenico Romano       | 29-09-1975    | Italië           | Panaria-Fiordo                 |
| Salvatore Scamardella | 04-01-1979    | Italië           | Neo                            |
| Rolf Sørensen         | 20-04-1965    | Denemarken       | CSC-Tiscali                    |
| Marc Streel           | 12-08-1971    | België           | Collstrop-Palmans              |
| Kurt Van Landeghem    | 29-05-1972    | België           |                                |
| Steven Van Malderghem | 28-01-1977    | België           | Geen ploeg                     |
| Michel Vanhaecke      | 24-09-1971    | België           |                                |
| Jurgen Vermeersch     | 01-02-1975    | België           |                                |
| Nico Weynants         | 27-03-1974    | België           |                                |
| Stagiairs             |               |                  |                                |
| Santo Anzà            | 17-11-1980    | Italië           |                                |
| Glen Alan Chadwick    | 17-10-1976    | Nieuw-Zeeland    |                                |
| Michail Timosjin      | 20-11-1980    | Rusland          |                                |

## Overwinningen
| Grote Prijs van de Etruskische Kust Winnaar: Joeri Metloesjenko Ronde van de Zuid-Chinese Zee 4e etappe: Glen Chadwick |

## Teams

### Ster van Bessèges
6 februari–10 februari
- [141.] Lorenzo Bernucci
- [142.] Oscar Cavagnis
- [143.] Bert De Waele
- [144.] Marc Streel
- [145.] Joeri Metloesjenko
- [146.] Steven Van Malderghem
- [147.] Michel Vanhaecke
- [148.] Jurgen Vermeersch

### Ronde van Vlaanderen
7 april
- [231.] Rolf Sørensen
- [232.] Filip Meirhaeghe
- [233.] Michel Vanhaecke
- [234.] Erik Lievens
- [235.] Marc Streel
- [236.] Jeff Louder
- [237.] Bert De Waele
- [238.] Kurt Van Landeghem

### Amstel Gold Race
28 april
- [221.] Rolf Sørensen
- [222.] Oscar Cavagnis
- [223.] Lorenzo Bernucci
- [224.] Jaroslav Popovytsj
- [225.] Michel Vanhaecke
- [226.] Marc Streel
- [227.] —
- [228.] —

### Ronde van Italië
11 mei–2 juni
- [101.] Rolf Sørensen
- [102.] Jaroslav Popovytsj
- [103.] Lorenzo Bernucci
- [104.] Domenico Romano
- [105.] Oscar Cavagnis
- [106.] Marc Streel
- [107.] Sergej Advejev
- [108.] Volodymyr Bileka
- [109.] Joeri Metloesjenko

### Ronde van de Toekomst
5 september–14 september
- [171.] Jaroslav Popovytsj
- [172.] Santo Anza
- [173.] Volodymyr Bileka
- [174.] Erik Lievens
- [175.] Salvatore Scamardella
- [176.] Michail Timosjin

### Ronde van Lombardije
19 oktober
- [151.] Jaroslav Popovytsj
- [152.] Lorenzo Bernucci
- [153.] Salvatore Scamardella
- [154.] Volodymyr Bileka
- [155.] Sergej Advejev
- [156.] Vincent Cali
- [157.] Joeri Metloesjenko
- [158.] Oscar Cavagnis

1992 · 1993 · 1994 · 1995 · 1996 · 1997 · 1998 · 1999 · 2000 · 2001 · 2002 · 2003 · 2004 · 2005 · 2006 · 2007 · 2008 · 2009 · 2010 · 2011 · 2012 · 2013 · 2014